# فیلیپه ترویزان مارتینز
فیلیپه ترویزان مارتینز (به پرتغالی: Felipe Trevizan Martins) مدافع اهل برزیل است که در شهر Americana آن کشور به دنیا آمده‌است.
فیلیپه ترویزان مارتینز در تیم‌های فوتبال کوریتیبا سابقهٔ حضور دارد.